# Rónai Pál (író)
Rónai Pál (Budapest, 1907. április 13. – 1992. december 1.), Brazíliában ismert nevén Paulo Rónai, magyar származású brazil irodalomkritikus, író, műfordító, nyelvész és tanár. Legismertebb portugál nyelvű fordítása A Pál utcai fiúk, melyet Brazíliában többször is újra kiadtak.

## Élete és pályafutása
Rónai Miksa (1871–1943) könyv- és papírkereskedő és Lövi Gizella (1881–1969) fiaként született. Filológia szakon végzett a Pázmány Péter Tudományegyetemen, majd a Sorbonne-on. A két világháború között már ismert műfordító volt Magyarországon, emellett pedig latint, franciát és olaszt tanított. Több mint száz művet ültetett francia nyelvre. A második világháborúban fél évig munkatáborba kényszerült, majd brazil barátai segítségével megszökött az országból és 1941-ben Brazíliába emigrált. Itt ismerte meg olasz származású feleségét, Norát, aki családjával egy ideig Magyarországon élt, így valamennyire tudott magyarul. Két lányuk született, Cora, aki neves újságíró lett, és Laura, aki zenész. Számos magyar és nemzetközi művet fordított portugálra, A Pál utcai fiúk mellett például Az ember tragédiáját is, valamint novellákat, verseket, regényeket Jókaitól Ady Endrén és Mikszáth Kálmánon át Gellériig; Balzactól, Rilkétől és Apuleiustól is fordított. 1964-től kezdve többször hazalátogatott Magyarországra családjával, próbálták marasztalni, egyetemi oktatói pozíciót ajánlottak neki, de nem fogadta el, gyermekei Brazíliában nőttek fel, nem akarta elszakítani őket onnan.
1992-ben hunyt el, hagyatékának egy része 2021-ben Spiry Zsuzsanna válogatásában a Petőfi Irodalmi Múzeumhoz került. Brazíliában számos művét folyamatosan újra kiadják, A Pál utcai fiúk-fordítása több brazil államban is az iskolai olvasmányok részét képezi. 2020-ban O homem que aprendeu o brasil címmel Ana Cecilia Impellizieri Martins irodalmár életrajzi könyvet jelentetett meg róla.

## Díjai és elismerései
- Ady-emlékérem (1977)[11]
- Nemzetközi Fordítási Díj (1981)[11]
- Prêmio Machado de Assis (1983)
- Prêmio Jabuti (1984)